# جيان ماجروس
جيان ماجروس (بالفرنسية: Jean Majerus)‏ (و. 1914 – 1983 م) هو راكب دراجة هوائية لوكسمبورغي، شارك في طواف فرنسا، توفي في إيش سوغ ألزيت، عن عمر يناهز 69 عاماً.

## روابط خارجية
- جيان ماجروس على موقع أرشيف الدراجات (الإنجليزية)
- جيان ماجروس على موقع إحصائيات الدراجات الإحترافية (الإنجليزية)